# Magneux (Haute-Marne)
Pour les articles homonymes, voir Magneux.
Magneux est une commune française située dans le département de la Haute-Marne, en région Grand Est.

## Géographie

### Localisation
Magneux se trouve à environ 18 km au nord-ouest de Joinville et à.5 km au nord-est de Wassy.

### Communes limitrophes
|            | Troisfontaines-la-Ville |             |
| Wassy      | Magneux                 | Sommancourt |
| Brousseval | Valleret                |             |

### Hydrographie
La commune est dans la région hydrographique « la Seine de sa source au confluent de l'Oise (exclu) » au sein du bassin Seine-Normandie. Elle est drainée par la Maronne et le ruisseau d'Orfosse,.

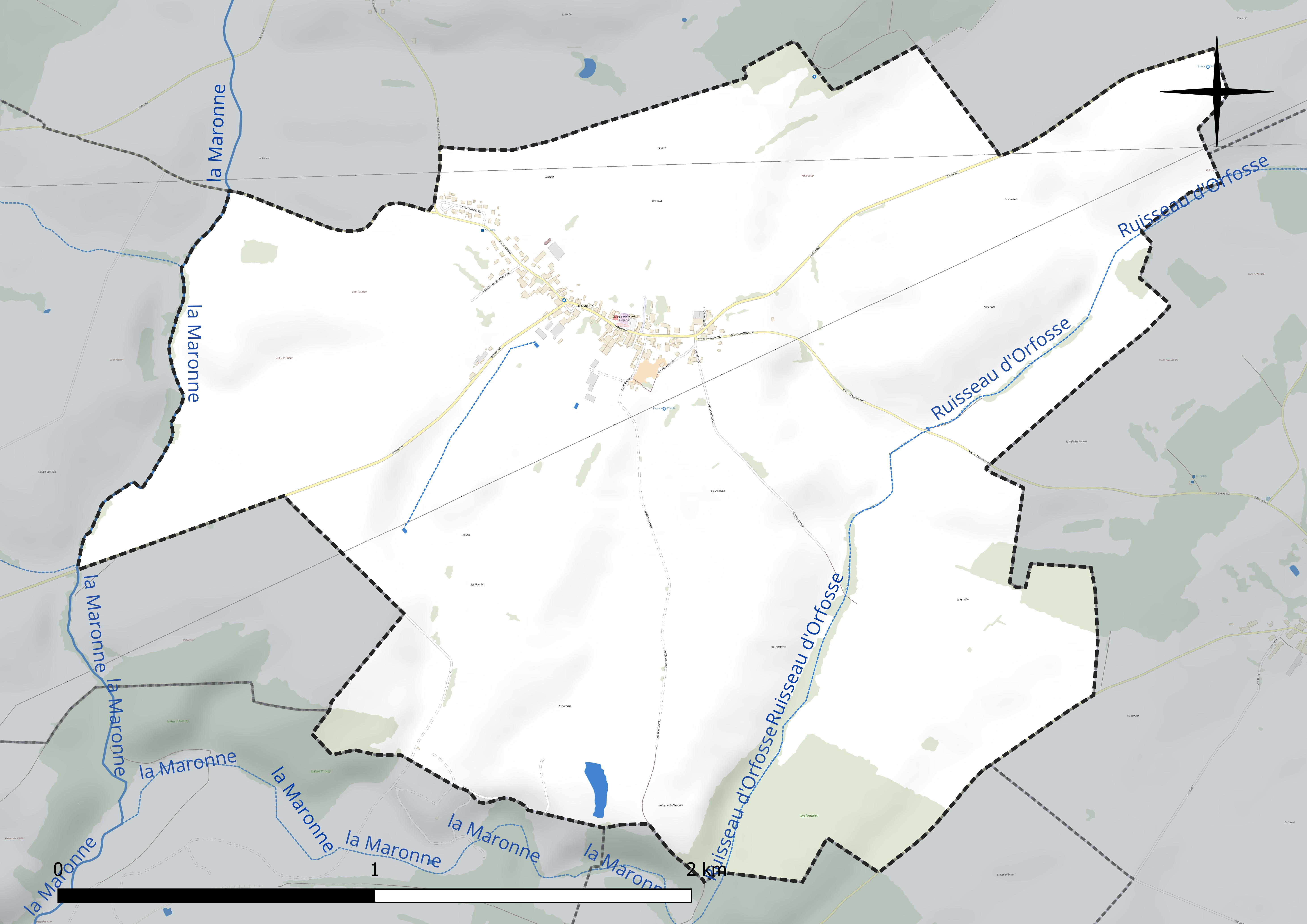
Réseau hydrographique de Magneux.

### Climat
Pour des articles plus généraux, voir Climat du Grand Est et Climat de la Haute-Marne.
En 2010, le climat de la commune est de type climat de montagne, selon une étude du Centre national de la recherche scientifique s'appuyant sur une série de données couvrant la période 1971-2000. En 2020, Météo-France publie une typologie des climats de la France métropolitaine dans laquelle la commune est exposée à un climat océanique altéré et est dans la région climatique Lorraine, plateau de Langres, Morvan, caractérisée par un hiver rude (1,5 °C), des vents modérés et des brouillards fréquents en automne et hiver.
Pour la période 1971-2000, la température annuelle moyenne est de 10,1 °C, avec une amplitude thermique annuelle de 16 °C. Le cumul annuel moyen de précipitations est de 943 mm, avec 13,2 jours de précipitations en janvier et 9,4 jours en juillet. Pour la période 1991-2020, la température moyenne annuelle observée sur la station météorologique de Météo-France la plus proche, « Chevillon_sapc », sur la commune de Chevillon à 10 km à vol d'oiseau, est de 11,1 °C et le cumul annuel moyen de précipitations est de 982,1 mm. 
La température maximale relevée sur cette station est de 40,6 °C, atteinte le 25 juillet 2019 ; la température minimale est de −17,4 °C, atteinte le 20 décembre 2009,,.
Les paramètres climatiques de la commune ont été estimés pour le milieu du siècle (2041-2070) selon différents scénarios d'émission de gaz à effet de serre à partir des nouvelles projections climatiques de référence DRIAS-2020. Ils sont consultables sur un site dédié publié par Météo-France en novembre 2022.

## Urbanisme

### Typologie
Au 1er janvier 2024, Magneux est catégorisée commune rurale à habitat dispersé, selon la nouvelle grille communale de densité à sept niveaux définie par l'Insee en 2022.
Elle est située hors unité urbaine. Par ailleurs la commune fait partie de l'aire d'attraction de Saint-Dizier, dont elle est une commune de la couronne,. Cette aire, qui regroupe 72 communes, est catégorisée dans les aires de 50 000 à moins de 200 000 habitants,.

### Occupation des sols
L'occupation des sols de la commune, telle qu'elle ressort de la base de données européenne d’occupation biophysique des sols Corine Land Cover (CLC), est marquée par l'importance des territoires agricoles (86,2 % en 2018), en diminution par rapport à 1990 (94,4 %). La répartition détaillée en 2018 est la suivante : 
terres arables (57,8 %), prairies (27,4 %), forêts (6,1 %), zones urbanisées (5,4 %), mines, décharges et chantiers (2,2 %), zones agricoles hétérogènes (1,1 %). L'évolution de l’occupation des sols de la commune et de ses infrastructures peut être observée sur les différentes représentations cartographiques du territoire : la carte de Cassini (XVIIIe siècle), la carte d'état-major (1820-1866) et les cartes ou photos aériennes de l'IGN pour la période actuelle (1950 à aujourd'hui).

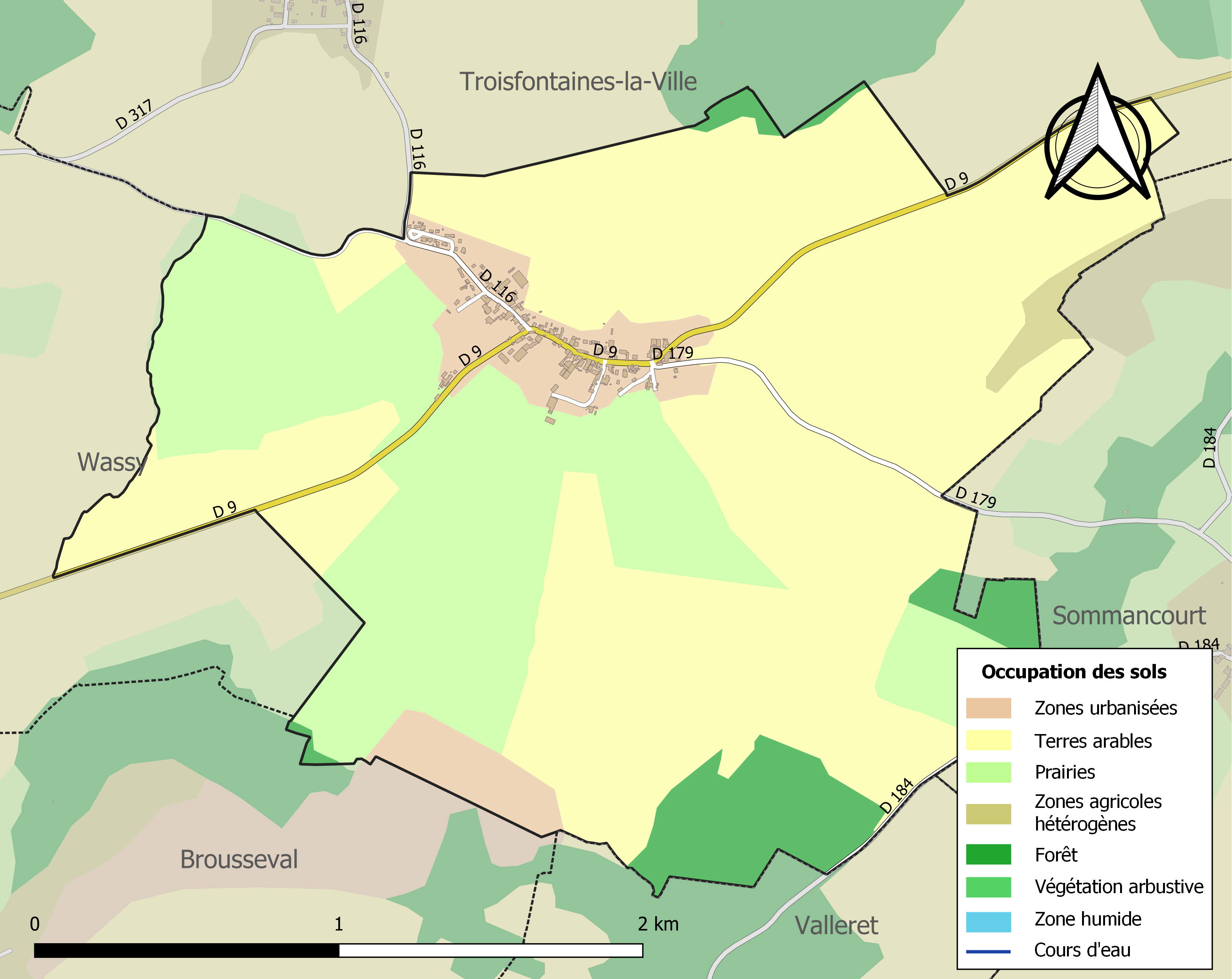
Carte des infrastructures et de l'occupation des sols de la commune en 2018 (CLC).

## Toponymie
Le nom de la localité est attesté sous les formes In pago Pertense, in Tribus Fontanis et in Florneio, et ad Villare, et in loco qui dicitur Maisnils… (vers 968) ; Gobertus, curatus de Mainillis (1250) ; Finagium de Maisnillis (1276) ; Maignus (1401) ; Magnus lez Waissy (1490) ; Maigneux devant Wassy (1494) ; Maignilz lez Voissy (1509) ; Maigneuz-lez-Voissy (1547) ; Maigneulz, Maigneut, Magneul (1576) ; Magneulx (1607) ; Magneux (1644).

Magneux est un pluriel déformé de mesnil. Homonymie avec Magneux (Marne).

## Politique et administration

### Liste des maires
| Période                                  | Période  | Identité         | Étiquette | Qualité |
| ---------------------------------------- | -------- | ---------------- | --------- | ------- |
| Les données manquantes sont à compléter. |          |                  |           |         |
| mars 2001                                | 2020     | Michel Guillemin |           |         |
| 2020                                     | En cours | Laurence Marcyan |           |         |

## Population et société

### Démographie
L'évolution du nombre d'habitants est connue à travers les recensements de la population effectués dans la commune depuis 1793. Pour les communes de moins de 10 000 habitants, une enquête de recensement portant sur toute la population est réalisée tous les cinq ans, les populations de référence des années intermédiaires étant quant à elles estimées par interpolation ou extrapolation. Pour la commune, le premier recensement exhaustif entrant dans le cadre du nouveau dispositif a été réalisé en 2007.

En 2022, la commune comptait 154 habitants, en évolution de −10,47 % par rapport à 2016 (Haute-Marne : −4,62 %, France hors Mayotte : +2,11 %).
| 1793 | 1800 | 1806 | 1821 | 1831 | 1836 | 1841 | 1846 | 1851 |
| ---- | ---- | ---- | ---- | ---- | ---- | ---- | ---- | ---- |
| 211  | 240  | 272  | 264  | 232  | 240  | 243  | 292  | 298  |

| 1856 | 1861 | 1866 | 1872 | 1876 | 1881 | 1886 | 1891 | 1896 |
| ---- | ---- | ---- | ---- | ---- | ---- | ---- | ---- | ---- |
| 283  | 270  | 270  | 251  | 239  | 230  | 222  | 221  | 189  |

| 1901 | 1906 | 1911 | 1921 | 1926 | 1931 | 1936 | 1946 | 1954 |
| ---- | ---- | ---- | ---- | ---- | ---- | ---- | ---- | ---- |
| 180  | 192  | 188  | 169  | 193  | 179  | 162  | 152  | 152  |

| 1962 | 1968 | 1975 | 1982 | 1990 | 1999 | 2006 | 2007 | 2012 |
| ---- | ---- | ---- | ---- | ---- | ---- | ---- | ---- | ---- |
| 158  | 139  | 129  | 171  | 178  | 163  | 150  | 148  | 170  |

| 2017 | 2022 | - | - | - | - | - | - | - |
| ---- | ---- | - | - | - | - | - | - | - |
| 167  | 154  | - | - | - | - | - | - | - |

### Sports
- Centre équestre[20].

## Économie
- Exploitations agricoles

## Culture locale et patrimoine

### Lieux et monuments
- Église Saint-Maurice.

### Personnalités liées à la commune
- Émile Baudot (1845-1903), ingénieur en télégraphie y est né. Autodidacte, le titre d'ingénieur lui a été décerné au vu de la qualité et l'importance de ces travaux par l'administration des PTT.

En 1870, il inventa un code télégraphique qui prendra son nom, c'est le premier, réellement numérique, basé sur deux seuls états, « 1 » et « 0 », unité qu'aujourd'hui nous appelons « bit ». Dans les bandes trouées, un trou indique Signe (« 1 » logique), son absence un Espace (« 0 » logique). Chaque caractère Baudot est composé de 5 bits et permet donc 32 différentes combinaisons. Le baud est une unité de mesure de transmission.